# Corte suprema (Danimarca)
La Corte suprema (in danese: Højesteret) è un organo collegiale che funge da terzo e ultimo grado di giudizio in Danimarca.

## Storia

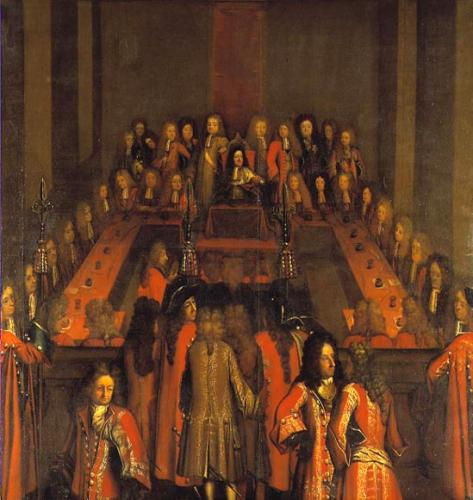
Cristiano V di Danimarca presenzia la Corte suprema nel 1697

Fondata nel 1661 dal re Federico III di Danimarca, in sostituzione della Corte del re (in danese: Kongens Retterting) istituita da Cristiano IV, ebbe sede nel castello di Copenaghen per esser poi trasferita al palazzo di Christiansborg, che sostituì il castello nel corso del XVIII secolo.
Formata inizialmente da 30 giudici, fino all'adozione della Costituzione del 1849 rimase principalmente uno strumento nelle mani del re, decidendo in rari casi autonomamente in assenza del sovrano. Esso infatti presiedeva normalmente solo la prima seduta dell'anno.
Nel 1674 fu istituito il justitiarius ossia il capo della corte, che nel 1919 assunse l'attuale denominazione di presidente.
In seguito all'incendio del 1794, che distrusse il primo palazzo di Christiansborg, la corte si spostò presso la Magione principesca di Copenaghen, lungo il Frederiksholms Kanal, rimanendovi fino al 1854 per poi trasferirsi presso il palazzo di Amalienborg tra il 1854 e il 1864. La corte tornò quindi presso il secondo palazzo di Christiansborg, tuttavia un secondo incendio nel 1884 costrinse la corte a stabilirsi presso la Bernstorffs Palæ, presso la quale rimase fino al 1919.